# Mihlivșciîna, Poliske
Mihlivșciîna (în ucraineană Міхлівщина) este un sat în comuna Kraseatîci din raionul Poliske, regiunea Kiev, Ucraina.

## Demografie
Componența lingvistică a localității Mihlivșciîna
     Ucraineană (100%)
Conform recensământului din 2001, toată populația localității Mihlivșciîna era vorbitoare de ucraineană (100%).